# 藤原さくら
藤原 さくら（ふじわら さくら、1995年12月30日 - ）は、日本のシンガーソングライター、女優。所属事務所はアミューズ、所属レコードレーベルは自主レーベルの「Tiny Jungle Records」。公式ファンクラブは「Meating」。

## 来歴

### 福岡・インディーズ期 (1995年 - 2014年)
福岡県福岡市出身。父親はベーシストの藤原宏二。宏二はイカ天にも出演したプログレッシブロックバンド「たけのうちカルテット」で活動し、その後ヒップホップユニット「Small Circle of Friends」でメジャーデビューをした経歴を持つ。
10歳の時、父親からクラシック・ギターをもらったことをきっかけにギターを始める。その頃から、ギターのフレーズやメロディを断片的に作り始める。
2010年、15歳の時、ドラムやタップダンスをやっていた友人の古賀祐太（映像作家）に影響を受け、本気で音楽に取り組むべく福岡のボーカルスクールVOATに入る。入学して3か月後に、音楽関係者の前で行われたスクール主催の「ショーケース型オーディション」を受け、芸能事務所アミューズと育成契約を結ぶ。このオーディションで藤原をスカウトした人物が、その後マネージャーとなり活動を支えていった。「さくらさんが大人になっても、おばあちゃんになっても音楽を続けていけるようにしたいですね」と言われたことに感銘を受け、アミューズに所属することを決心した。高校時代は地元の福岡や東京を中心に音楽活動を行い、福岡でライブをする時は父親がベースでサポートすることもあった。カフェ、レストラン、ライブハウスでのライブ活動と並行してオリジナルの楽曲制作を行い、3枚のミニ・アルバム（bloom1、bloom2、bloom3）を自主制作。ライブ会場や福岡市内のCDショップで販売されたが、現在は完売している。
2014年3月5日、高校3年生の時に1stスタジオ・アルバム『full bloom』をインディーズにてリリース。高校卒業後、音楽活動に専念するために上京。5月11日・25日、初のワンマンライブ「bloom & green」を東京と福岡で開催。7月19日、静岡・つま恋で行われたアミューズ主催の野外イベント「Amuse Fes 2014」に初出演。10月6日、シンガポールで開催されたライブ「JAPAN TRAVEL FAIR 2014」で初の海外ライブを経験した。10月24日から約半年間、InterFMのラジオ番組「NEXT UP!」のレギュラーDJを務める。10月31日、ベルメゾン「寒さなんて、ホットコット」のCMソングを担当。12月には事務所の先輩であるSkoop On Somebodyの「全国8都市クリスマスライブイベント」でオープニングアクトを務める。メジャーデビュー前の2014年の一年間は、上記以外にも様々なフェスやイベント等に出演し数多くのライブ経験を積んだ。

### 東京・メジャーデビュー以降 (2015年 -)
2015年
2015年2月4日、ドラマ『学校のカイダン』（日本テレビ系）の挿入歌として制作された「Just one girl」を配信リリース。同作は初の書き下ろし提供曲だった。そして、3月18日にSPEEDSTAR RECORDSに所属し1stミニアルバム『à la carte』をリリースしメジャーデビューを果たす。5月16日には、ONE OK ROCKのツアー「ONE OK ROCK 2015 “35xxxv” JAPAN TOUR」の宮城・セキスイハイムスーパーアリーナ公演にサポートゲストとして出演した。6月21日・26日、ミニアルバム『à la carte』を引っさげたワンマンLIVE「bon appétit」を福岡と東京で開催。
2016年
2016年1月9日、Billboard Live TOKYOにてスペシャルワンマンライブ「morning bell」を開催。ビルボードライブ東京の当時の史上最年少でメインアクトを務めた。そして2月17日に、メジャー1stフルアルバム『good morning』をリリース。3月、FM802とTSUTAYAのコラボキャンペーン「TSUTAYA ACCESS!」でのキャンペーンソング「Hello Radio」にボーカルとして参加。4月7日から、bayfmのラジオ番組『モーモータウンレディオ』のレギュラーパーソナリティに就任。4月11日からスタートしたテレビドラマ『ラヴソング』（フジテレビ系）で「佐野さくら」役として女優デビューを果たす。演技初挑戦ながら、「歌唱力」「表現力」「感受性」などの選考基準をクリアし、約100人のオーディションで役を勝ち取った。演技だけではなく、ドラマの主題歌である「Soup」を歌唱。6月8日に1stCDシングル『Soup』をリリース。7月にオリコンが主催する第4回「コンフィデンスアワード・ドラマ賞」において、『ラヴソング』での演技が評価され、新人賞を受賞。10月、MTV JAPANが主催する音楽アワード「MTV Video Music Awards Japan 2016」で、特別賞「Best Teen Choice Artist」を受賞。10月9日から2017年9月24日までの一年間、FM802『MUSIC FREAKS』のDJを隔週で担当。12月7日、「Yahoo!検索大賞2016」ミュージシャン部門を受賞。
2017年
2017年2月3日・18日に、「藤原さくら Special Live 2017」を大阪と東京で開催。3月12日には、「ビクターロック祭り 番外編 IchigoIchie Join 6」と題した家入レオと大原櫻子と藤原のスリーマンライブを開催。3月29日、2ndシングル『Someday/春の歌』をリリース。4月1日、藤原さくらオフィシャルファンクラブ「Meating」を発足。4月2日、BSフジの子供向け番組『ポンキッキーズ』の新MCに落語家の春風亭昇々と共に就任。そして5月10日に、2ndアルバム『PLAY』をリリース。5月27日から7月22日にかけて、初めての全国ホールツアー「ワンマンツアー2017「PLAY」」を全国10都市11公演で開催。7月12日、プライベートでも親交のある女優・歌手の上白石萌音の「きみに」の作曲を担当。自身初の他ミュージシャンへの楽曲提供となった。9月27日、家入レオ・大原櫻子・藤原さくらによるコラボ曲「恋のはじまり」を配信リリース。10月21日、斎藤工のラジオ番組「TAKUMIZM」（bayfm）で10周年記念企画として制作されたラジオドラマ『春の声・春の歌』に出演。10月25日、『アニ×パラ〜あなたのヒーローは誰ですか〜』（NHK）の第2弾企画「パラ陸上競技」編のテーマ曲に、新曲「Just the way we are」を書き下ろし提供。12月11日から15日にかけて、初のファンクラブ会員限定ツアー「Meet and Meat Tour 2017」を大阪・福岡・東京で開催。
2018年
2018年2月7日、『コードギアス 反逆のルルーシュ II 叛道』の主題歌として書き下ろした楽曲「The Moon」をリリース。6月13日に、2nd EP『green』をリリース。初のトータルプロデュース作品で、サウンドプロデュースをOvallのmabanuaが担当。7月15日、日比谷野外大音楽堂でワンマンライブ「藤原さくら 野外音楽会 2018」を開催。9月19日には、3rd EP『red』をリリース。9月29日から11月10日にかけて、mabanuaと共同制作したEP二部作である『green』と『red』を引っさげたワンマンライブツアー「Sakura Fujiwara tour 2018 yellow」を全国9都市で開催。また10月24日から11月9日にかけて、前記のツアーと並行して弾き語りライブ「ひとりぼっちでもさみしくnight」を宮城・山形・香川・熊本の4カ所で開催。12月30日、初のバースデイライブ「これからの女2018」をファンクラブ限定で東京・神田神保町の視聴室にて開催。
2019年
2019年1月16日、キャリア初のライブ映像作品『
「野外音楽会2018」Live at 日比谷野外大音楽堂 20180715』と、2nd EP『green』・3rd EP『red』のアナログ盤を同時リリース。3月8日から4月21日にかけて、劇団☆新感線の舞台「いのうえ歌舞伎『偽義経冥界歌（にせよしつねめいかいにうたう）』」の大阪・金沢・松本公演に大陸渡りの歌うたい「静歌（しずか）」役で初の舞台出演を果たす。4月下旬から5月下旬までの約1か月間、単身でアメリカに滞在（ロサンゼルスに3週間、ニューヨークに1週間）。ロサンゼルスでは、現地の語学学校で英語を学ぶのと並行して、ギタリストのアダム・レヴィからギターのレッスンを受けた。9月27日から12月30日にかけて、キャリア初のライブハウスツアー「藤原さくら Twilight Tour 2019」を全国21箇所（追加公演含む）で開催。10月23日、ボーカル参加したSANABAGUN.の「Sweet Dreams feat. 藤原さくら」がリリースされる。2019年は藤原さくら名義の新曲のリリースはなかった。
2020年
2020年2月12日、「Twilight」と「Ami」の2曲をデジタルシングルとして同時リリース。曲のリリースとしては、2018年のEP『red』以来、約1年5か月ぶりとなった。2月15日から4月28日にかけて、劇団☆新感線の舞台『偽義経冥界歌』の東京・福岡公演に出演する予定だったが、新型コロナウイルスの感染拡大防止の観点から、東京公演の一部と福岡公演は中止となった。5月3日、InterFM897でレギュラーラジオ番組『HERE COMES THE MOON』を開始。5月6日にデジタルシングル「Waver」を、7月29日に「Monster」をリリース。8月9日には、初の配信ライブ「藤原さくら“配信音楽会 2020”」を開催。9月25日から10月7日にかけて、「Zine4」の制作を記念して、東京・トーキョー カルチャート by ビームスにて、Zineにまつわる展示会を開催。10月21日、3rdアルバム『SUPERMARKET』をリリース。
2021年
2021年4月2日、NHK Eテレの子供向け音楽教育番組『ムジカ・ピッコリーノ』の新シーズンにシエリ役でレギュラー出演。4月9日、デジタルシングル「Kirakira」を配信リリース。4月9日にワンマンライブ「Sakura Fujiwara Live 2021 “SUPERMARKET”」を東京・中野サンプラザホールで、18日・19日には追加公演を福岡と大阪で開催。4月15日（14日深夜）からスタートしたドラマ『DIVE!!』（テレビ東京）に「西川恭子」役で出演。4月25日から4週にわたって、朗読配信企画「深夜文学」に出演し、ルイス・キャロル『不思議の国のアリス』の朗読を配信。5月18日、「君は天然色」（大滝詠一のカバー）を配信リリース。8月25日、ライブ映像作品『「SUPERMARKET」Live 2021 at 中野サンプラザ』と、キャリア初となるライブアルバム『「SUPERMARKET」Live 2021 at 中野サンプラザ』と、Michael Kanekoとのコラボ曲「DRIVEAWAY feat.藤原さくら」の三作品を同日にリリース。9月1日、乳性炭酸飲料「スコール」50周年記念のキャンペーンソングとしてデジタルシングル「mother」をリリース。9月20日、日比谷公園大音楽堂で2018年7月以来2回目のワンマンライブ「藤原さくら 野外音楽会 2021」を開催。12月27日から配信が開始されたLINE NEWS内の動画コンテンツ「VISION」のスマホドラマ『つながりたくて、嘘をつく2』にヒロインの「立花ユナ」役で出演。
2022年
2022年1月9日（8日深夜）から配信されたアニメ『ルパン三世 PART6』の第2クール・エンディングテーマ、大野雄二「BITTER RAIN feat. 藤原さくら」の歌唱を担当。1月11日からスタートしたTBS系1月期ドラマ『ファイトソング』に「萩原凛」役で出演。3月23日、約6か月ぶりの新曲「わたしのLife」を配信リリース。3月24日から、俳優の日高七海とポッドキャスト番組『今ファミレスにいるんだけど隣の席の女子が話してる内容がジワジワきてるんだが共有してもいいですか?』を配信開始。5月5日から、約2年半ぶりの全国ツアー「藤原さくら 弾き語りツアー 2022-2023 “heartbeat”」を開催予定。8月11日から17日まで、OMOTESANDO MUSEUM.で開催された写真展『私が撮りたかった女優展 Vol.4』に参加。8月23日・25日・26日に開催されたブロードウェイミュージカル「ジャニス」にオデッタおよびベッシー・スミス役として出演。10月18日（17日深夜）からスタートした日本テレビ系10月期ドラマ『束の間の一花』にヒロイン「千田原一花」役で出演。11月9日、フィジカル作品としては約2年ぶりとなるシングルEP「まばたき」を完全生産限定盤でリリース。
2023年
2023年4月19日、VaVaとの共作曲「いつか見た映画みたいに」を配信リリース。5月17日、2年半ぶりのオリジナルフルアルバム『AIRPORT』を発売。7月12日からスタートした日本テレビ系7月期ドラマ『こっち向いてよ向井くん』に「武田麻美」役で出演。8月14日、NHK総合のドラマ『アナウンサーたちの戦争』に「赤沼ツヤ」役で出演。8月18日から20日にかけて、下北沢にあるBONUS TRACK内のGALLERYにて陶芸作品とグッズのポップアップショップ「どうぶつ大集合」を開催。10月、4週にわたって東京・WWW Xでワンマンライブ「週刊空港」（シュウカンエアポート）を二つのバンド編成で開催。10月25日、自主レーベル「Tiny Jungle Records」を立ち上げ新曲「daybreak」を配信リリース。12月13日、シンガーソングライターの優河と音楽ユニット「Jane Jade」（ジェーン・ジェイド）を結成し、1stシングル「moonlight」をリリース。

#### 2024年
1月19日、新曲「sunshine」を配信リリース。4月3日、5thアルバム『wood mood』をリリース。4月14日から5月19日にかけて、「Sakura Fujiwara Tour 2024 “wood mood”」を全国5都市で開催。5月20日、アニメーター・髙木麻穂の監督デビュー作であるショートアニメーション『初恋のにおい』に同名の新曲を書き下ろす。6月5日、耳と喉の不調を理由に歌唱活動の休止を発表する。その後、耳管開放症と機能性発声障害を長年にわたって抱えていることを公表する。夏の間、約2か月にわたりヨーロッパを旅する。11月4日・5日に開催されたジェシー・ハリスの「Jesse Harris JAPAN Tour 2024」の神戸・福岡公演にゲスト出演し、限定的な形だが約半年ぶりにライブ活動に復帰。12月25日、映像作品『Sakura Fujiwara Tour 2024 wood mood Live at NHK Hall』とライブアルバム『wood mood (live at NHK Hall, 2024)』を同時リリース。

#### 2025年
1月31日、初めてのエッセイ連載「さくらのひとやすみ」をポプラ社のサイト「WEB asta」で開始する。6月18日、前作から約1年1か月ぶりとなる新曲「Angle」をリリース。8月7日にビルボードライブ大阪、19日にブルーノート東京で、約1年ぶりとなるワンマンライブを開催。8月29日から大阪で開催される第21回大阪アジアン映画祭インディ・フォーラム部門にて、初主演を務めた中編映画『結局珈琲』がワールドプレミア上映。10月11日、『結局珈琲』が第17回下北沢映画祭で招待上映。

#### 2026年
2月23日に初の日本武道館公演となるワンマンライブ「藤原さくら 10th Anniversary 武道館大音楽会」を開催予定。

## 音楽

### 音楽性
ボーカルは主に中低音域を中心にしたもので、地声と裏声を混ぜたミックスボイスのような発声で歌う。その歌声はスモーキーともブルージーとも形容される。
ギターは主にクラシック・ギターを使用し、基本的にフィンガー・ピッキング（指弾き）で演奏する。自身の声質に合うためナイロン弦を好む。バンド編成でのライブでは、アコースティック・ギター、エレクトリック・ギター、ウクレレ、キーボードなどの楽器も演奏する。弾き語りライブでは、フットパーカッション、リズムマシン、ルーパーも使用する。
藤原さくらは、カントリー・ブルース・ジャズ・フォークなどのルーツ・ミュージックやワールドミュージックの多様な音楽的要素を自分の体で適切に消化したうえで、自身の音楽をあくまでポップ・ミュージックとして昇華させることを志向している。2017年のアルバム『PLAY』までは生音・生楽器で構成されたアコースティックな音作りが特徴であったが、2018年のEP『green』と『red』から楽曲制作に打ち込みを本格的に導入し、ヒップホップ的なテイストを取り入れるようになる。2020年のアルバム『SUPERMARKET』以降は、ファンク、ドリーム・ポップ、ヒップホップ、Lo-Fi HIPHOP、ジプシー・ジャズなどの音楽的要素を取り入れたサウンド・プロダクションを試行している。

### 音楽的ルーツ
父親の影響で物心つく前からビートルズを聴いて育ち大好きになる。特にポール・マッカートニーの熱狂的なファン。ギターの練習はビートルズの曲を用いて行った。最初はピックを使わずに指弾きでギターを練習し、アルペジオは独自に習得した。幼少期、家ではビートルズをはじめ、トッド・ラングレン、デヴィッド・ボウイ、XTC、クリーム、ザ・フーなどの音楽を聴いていた。ジャンゴ・ラインハルトの演奏動画を見たことでジプシー・スウィングを好きになる。小学校5年生の頃、YUIのように自分で曲と詞を書いて歌う人を“シンガーソングライター”と呼ぶことを知る。ギターを始めた当初はギタリストに憧れていたが、YUIを知ったことがきっかけでシンガーソングライターになることが夢になる。
高校1年生の時にボーカルスクールに入学し本格的に音楽活動を開始するが、声が低くキーの高い曲を歌うことができなかったため自分の声が好きではなかった。だが、スクールで出会った講師に歌声を褒められ、「すごくブルージーで他にない声だね。大事にした方がいいよ」と励まされたことで自分の声との向き合い方を変える。スクールでは発声が独特だったために、講師の勧めもあり当初は発声練習はあまり行わず、作曲のレッスンを集中的に受ける。講師から勧められたノラ・ジョーンズを歌ったら自分でも驚くほど声が出しやすいことを体感し、その後アルバム『Come Away With Me』の全曲をカバーするほど大きな影響を受けた。ノラ・ジョーンズの音楽との出会いは「自分の声質を活かした曲を歌おう」と気づかせてくれた「自分が変われたきっかけ」である。それからは英語詞の曲を書くようになったり、また海外のミュージシャンをより聴くようになっていき、世界の様々なジャンルの音楽を吸収することで自身の音楽性を育てていった。

### 影響
父親の影響で幼少期からビートルズをはじめとしたUKロックを聴いていた。ポール・マッカートニーを世界で一番尊敬しており、多大な音楽的影響を受ける。女性ミュージシャンではヤエル・ナイム、ノラ・ジョーンズ、YUIを好きで尊敬している。上記以外にもお気に入りのミュージシャンは細野晴臣、トッド・ラングレン、カロ・エメラルド、ビル・ジョーンズ、ケイト・ラズビー、ローラ・マーリング、ザーズ、ムッシュ・ペリネなどがいる。
影響を受けたギタリストは、ジャンゴ・ラインハルト、チェット・アトキンス、トミー・エマニュエル、沖仁、ラリー・コリエル、パコ・デ・ルシアらを挙げている。
2019年頃にはギタリストの打田十起夫に、アメリカのロサンゼルスに短期滞在していた2019年5月にはギタリストのアダム・レヴィにギターのレッスンを受けていたことがある。
英米の音楽以外にも、世界中の民族音楽を学生時代から好んで聴いていた。特にジプシー・スウィングが好き。

### 楽曲制作
作曲は小学生の頃に始める。作曲は遊んでいるような感覚が強く、発表するしないに関係なく日記を書くように日常的に曲を作っている。
曲作りの方法は大きく2つある。ひとつは最初にテーマや伝えたい内容があって作るパターン、もうひとつは音を楽しむためにメロディやリズムから作るパターンである。前者では歌詞は基本的に日本語になり、後者では音の響きを重視するために歌詞は英語になる傾向がある。ただ、日本語と英語の書き分けを明確に意識しているわけではなく、ギターでアルペジオを弾きながらメロディを探っていくなかで、曲の雰囲気やリズムから自然と歌詞の言語が決まる。自己分析では、英語詞になる場合、ギターのコードや右手のピッキングを重視して思いつくままに英語のような響きで歌詞を当てはめてながら作っていくことが多いので、メロディが自然と洋楽的になる傾向があり歌詞も英語になるのではないかとしている。
作詞をする際、自分の身体に馴染んでいない見慣れない漢字は使用せず、シンプルな言葉の組み合わせに工夫を凝らして深い意味を持った表現になるように意識している。
音楽を始めた小学生の頃から、メジャー調よりマイナー調の曲を作るのが得意であり、マイナー調の曲ならいくらでもメロディやアイデアが浮かんでくる。
2015年のデビューEP『à la carte』から2017年のアルバム『PLAY』までは生音・生楽器を用いセッションしながら曲を作っていくスタイルだったが、2018年のEP『green』と『red』からは新しい音楽的な展開を求めて打ち込み主体の楽曲制作を試行するようになる。2020年のアルバム『SUPERMARKET』からは藤原自身がDAWを用いてデモ音源を制作するようになり、アレンジやサウンド・プロダクションにも自らが直接的に関与するようになる。2023年のアルバム『AIRPORT』ではソングライティングを自己完結するのではなく、まずアレンジャーがトラックを作りそれにメロディと歌詞を乗せていくというように、メロディ構成やコード進行を含めて作曲の初期段階から人と共作する制作方法を採用するようになる。

## 人物
- 2人姉妹の次女。
- ポール・マッカートニーを尊敬している。ポールのアルバムで一番好きなのは『RAM』[127]。将来の目標のひとつは、ポール・マッカートニーの1stソロアルバム『McCartney』（1970年）のように、全楽器を自分で演奏したアルバムを作ること[155]。
- mabanua (Ovall)のようなミュージシャンになることが将来の目標のひとつである[129]。多くの楽器をマルチに扱えること、アレンジ・ミックス・プロデュースができること、さらに自分一人でアルバムを作ってしまえるところに憧れと尊敬の念を抱いている[128]。
- 牛が大好き。そのため牛をモチーフにしたグッズが多い。高校3年生の時、進路希望書の第2希望の欄に「北海道で酪農」と書いたほど牛が好き。2015年8月に、北海道十勝の牧場で約一週間、住み込みで酪農を経験したことがある[156]。好きな牛の品種はホルスタイン。牛を好きな理由として、フォルムの美しさ（かわいさ）と食べて美味しいところを挙げている。高校生時代には、美術の授業で一年間掛けてピンク・フロイドのアルバム『原子心母』のジャケットに描かれた「牛」を模写したこともある[10]。
- マッチョをこよなく好んでおり、上記の牛と組み合わせた「牛マッチョ」という名のキャラクターを自らデザインしている。
- 小学生時代は体操をやっていた。内村航平を尊敬しており、また理想のマッチョとしても好いている[10]。内村のサイン会に行ったことがある[157]。
- 中学生時代は陸上部に所属しており、800メートル競走と1500メートル競走の選手だった[10]。
- 趣味は、映画・マンガ・アニメ[158]。特にマンガは自作もするぐらい好き[159][注 14]。
- フラメンコを習っていた[158]。沖仁のギターで踊ることが夢。
- 2017年から元Yasei Collectiveの別所和洋にピアノを教わっている[126][160]。ウーリッツァーがお気に入り。
- オートバイの普通自動二輪車免許を持っている。ドラマの役づくりの一環で取得した[161]。
- 実家でミニチュアプードルを飼っている。名前は「うめ」。
- 友人である女優・歌手の上白石萌音との間で“やりたいことリスト”を作っている[162][163]。 仲良くなったきっかけは、 音楽番組での共演が立て続けに重なったこと。お互いソロアーティストで周囲にアイドルグループやバンドが仲良くいる中、孤独を埋め合うように一緒に過ごした。2人でよく旅行に行く大親友である。
- シンガーソングライターの優河と親交が深い[98]。

## 使用機材

### ギター
- Martin 000C Nylon[164][165]
- Martin 00-17 1943[164]
- Takamine PTU431K N
- Gretsch Electromatic[166]
- Gibson Memphis ES-339[167]
- Epiphone Olympic Double[168]

### ウクレレ
- Martin C1K Uke[164]
- Leho LHUC-ASAK-CE

## ディスコグラフィ

### シングル
※いずれも「SPEEDSTAR RECORDS」からのリリース。

#### CD作品
| # | リリース日    | タイトル       | 最高順位 | 販売形態 | 規格品番                | 初収録アルバム |
| - | ------------- | -------------- | -------- | -------- | ----------------------- | -------------- |
| 1 | 2016年6月8日  | Soup           | 4        | CD+DVD   | VIZL-983（初回限定盤）  | PLAY           |
| 1 | 2016年6月8日  | Soup           | 4        | 12cmCD   | VICL-37177（通常盤）    | PLAY           |
| 2 | 2017年3月29日 | Someday/春の歌 | 11       | CD+DVD   | VIZL-1141（初回限定盤） | PLAY           |
| 2 | 2017年3月29日 | Someday/春の歌 | 11       | 12cmCD   | VICL-37260（通常盤）    | PLAY           |

#### アナログ作品
| リリース日    | タイトル       | 販売形態        | 規格品番  | 初収録アルバム  |
| ------------- | -------------- | --------------- | --------- | --------------- |
| 2020年6月3日  | Twilight / Ami | 7インチシングル | JS7S272   | 『SUPERMARKET』 |
| 2024年7月下旬 | 初恋のにおい   | 7インチシングル | TNJG-0003 | -               |

#### 配信シングル
※公式サイトの「discography」に準拠。
| 配信日         | タイトル                       | 収録         | レーベル            |
| -------------- | ------------------------------ | ------------ | ------------------- |
| 2015年2月4日   | Just one girl                  | à la carte   | SPEEDSTAR RECORDS   |
| 2015年12月16日 | 「かわいい」                   | good morning | SPEEDSTAR RECORDS   |
| 2016年5月16日  | Soup                           | PLAY         | SPEEDSTAR RECORDS   |
| 2018年2月7日   | The Moon                       | green        | SPEEDSTAR RECORDS   |
| 2018年2月7日   | The Moon (Guitar Instrumental) | -            | SPEEDSTAR RECORDS   |
| 2018年8月8日   | NEW DAY                        | red          | SPEEDSTAR RECORDS   |
| 2020年2月12日  | Twilight                       | SUPERMARKET  | SPEEDSTAR RECORDS   |
| 2020年2月12日  | Ami                            | SUPERMARKET  | SPEEDSTAR RECORDS   |
| 2020年5月6日   | Waver                          | SUPERMARKET  | SPEEDSTAR RECORDS   |
| 2020年7月29日  | Monster                        | SUPERMARKET  | SPEEDSTAR RECORDS   |
| 2021年4月9日   | Kirakira                       | AIRPORT      | SPEEDSTAR RECORDS   |
| 2021年5月18日  | 君は天然色                     | AIRPORT      | SPEEDSTAR RECORDS   |
| 2021年9月1日   | mother                         | AIRPORT      | SPEEDSTAR RECORDS   |
| 2022年3月23日  | わたしのLife                   | AIRPORT      | SPEEDSTAR RECORDS   |
| 2023年4月19日  | いつか見た映画みたいに         | AIRPORT      | SPEEDSTAR RECORDS   |
| 2023年10月25日 | daybreak                       | wood mood    | Tiny Jungle Records |
| 2024年1月19日  | sunshine                       | wood mood    | Tiny Jungle Records |
| 2024年5月20日  | 初恋のにおい                   | -            | Tiny Jungle Records |
| 2025年6月18日  | Angel                          | -            | Tiny Jungle Records |

### EP
※いずれも「SPEEDSTAR RECORDS」からのリリース。
| # | リリース日    | タイトル   | 最高順位 | 販売形態 | 規格品番                        |
| - | ------------- | ---------- | -------- | -------- | ------------------------------- |
| 1 | 2015年3月18日 | à la carte | 67       | CD       | VICL-64288                      |
| 2 | 2018年6月13日 | green      | 13       | CD       | VICL-65008                      |
| 2 | 2019年1月16日 | green      | 13       | SP盤     | JS10S011                        |
| 3 | 2018年9月19日 | red        | 20       | CD       | VICL-65038                      |
| 3 | 2019年1月16日 | red        | 20       | SP盤     | JS10S012                        |
| 4 | 2022年11月9日 | まばたき   | -        | CD＋BOOK | VIZL-2119（完全生産限定盤のみ） |

### アルバム

#### スタジオアルバム
| #            | リリース日     | タイトル     | 最高順位 | 販売形態                               | 規格品番                               | レーベル            |
| ------------ | -------------- | ------------ | -------- | -------------------------------------- | -------------------------------------- | ------------------- |
| インディーズ | 2014年3月5日   | full bloom   | 97       | CD                                     | WGCA-3011                              | SPACE SHOWER MUSIC  |
| 1            | 2016年2月17日  | good morning | 44       | CD                                     | VICL-64482                             | SPEEDSTAR RECORDS   |
| 2            | 2017年5月10日  | PLAY         | 5        | CD+DVD                                 | VIZL-1149（初回限定盤）                | SPEEDSTAR RECORDS   |
| 2            | 2017年5月10日  | PLAY         | 5        | CD                                     | VICL-64771                             | SPEEDSTAR RECORDS   |
| 3            | 2020年10月21日 | SUPERMARKET  | 24       | CD+特典ブックレット+配信ライブチケット | VIZL-1806（完全生産限定盤SUPER Type）  | SPEEDSTAR RECORDS   |
| 3            | 2020年10月21日 | SUPERMARKET  | 24       | CD+特典ブックレット                    | VIZL-1807（完全生産限定盤MARKET Type） | SPEEDSTAR RECORDS   |
| 3            | 2020年10月21日 | SUPERMARKET  | 24       | CD                                     | VICL-65362（通常盤）                   | SPEEDSTAR RECORDS   |
| 3            | 2020年10月21日 | SUPERMARKET  | 24       | LP                                     | VIJL-60237                             | SPEEDSTAR RECORDS   |
| 4            | 2023年5月17日  | AIRPORT      | 16       | CD+BD                                  | VIZL-2188（初回限定盤）                | SPEEDSTAR RECORDS   |
| 4            | 2023年5月17日  | AIRPORT      | 16       | CD                                     | VICL-65820（通常盤）                   | SPEEDSTAR RECORDS   |
| 4            | 2023年5月17日  | AIRPORT      | 16       | LP                                     | VIJL-60297                             | SPEEDSTAR RECORDS   |
| 5            | 2024年4月3日   | wood mood    |          | CD                                     | TNJG-0001                              | Tiny Jungle Records |

#### ライブアルバム
| # | リリース日     | タイトル                                   | 備考     | レーベル            |
| - | -------------- | ------------------------------------------ | -------- | ------------------- |
| 1 | 2021年8月25日  | 「SUPERMARKET」Live 2021 at 中野サンプラザ | 配信限定 | SPEEDSTAR RECORDS   |
| 2 | 2024年12月25日 | wood mood (live at NHK Hall, 2024)         | 配信限定 | Tiny Jungle Records |

### 映像作品
| # | リリース日     | タイトル                                              | 販売形態 | 規格品番    |
| - | -------------- | ----------------------------------------------------- | -------- | ----------- |
| 1 | 2019年1月16日  | 「野外音楽会2018」Live at 日比谷野外大音楽堂 20180715 | Blu-ray  | VIXL-251    |
| 1 | 2019年1月16日  | 「野外音楽会2018」Live at 日比谷野外大音楽堂 20180715 | DVD      | VIBL-927/8  |
| 2 | 2021年8月25日  | 「SUPERMARKET」Live 2021 at 中野サンプラザ            | Blu-ray  | VIXL-348    |
| 2 | 2021年8月25日  | 「SUPERMARKET」Live 2021 at 中野サンプラザ            | DVD      | VIBL-1033/4 |
| 3 | 2024年12月25日 | Sakura Fujiwara Tour 2024 wood mood Live at NHK Hall  | Blu-ray  | TNJG-0004   |
| 3 | 2024年12月25日 | Sakura Fujiwara Tour 2024 wood mood Live at NHK Hall  | DVD      | TNJG-0005   |

### 参加作品

#### 他のアーティスト
| アーティスト                 | リリース日     | タイトル                                           | 収録                                             | 参加内容           |
| ---------------------------- | -------------- | -------------------------------------------------- | ------------------------------------------------ | ------------------ |
| ザ・プールサイド             | 2016年4月20日  | Hello radio                                        | TSUTAYA限定レンタル                              | ボーカル           |
| 冨田ラボ                     | 2016年11月30日 | Bite My Nails feat. 藤原さくら                     | 『SUPERFINE』                                    | ボーカル           |
| 家入レオ×大原櫻子×藤原さくら | 2017年9月27日  | 恋のはじまり                                       | デジタル・ダウンロード                           | ボーカル           |
| 斉藤和義                     | 2018年3月14日  | Good Luck Baby                                     | 『Toys Blood Music』                             | コーラス           |
| 斉藤和義                     | 2018年3月14日  | 問題ない                                           | 『Toys Blood Music』                             | コーラス           |
| Curly Giraffe                | 2019年4月24日  | LA feat. Sakura Fujiwara                           | 『a taste of dream』                             | ボーカル           |
| SANABAGUN.                   | 2019年10月23日 | Sweet Dreams feat. 藤原さくら                      | 『BALLADS』                                      | ボーカル           |
| SANABAGUN.                   | 2020年3月4日   | Sweet Dreams feat. 藤原さくら (mabanua remix)      | -                                                | ボーカル           |
| ムジカ・ピッコリーノ         | 2020年8月19日  | ボヘミアン・ラプソディ                             | 『ベルカント号のSONGBOOK I』                     | ボーカル           |
| 岡崎司                       | 2021年1月20日  | 修羅の如く                                         | 『岡崎司 WORKS-3 ベスト・オブ・ザ・劇団☆新感線』 | ボーカル           |
| 岡崎司                       | 2021年1月20日  | この歌が聴こえたら                                 | 『岡崎司 WORKS-3 ベスト・オブ・ザ・劇団☆新感線』 | ボーカル           |
| 冨田ラボ                     | 2021年4月21日  | MAP for LOVE                                       | 『7+』                                           | ボーカル           |
| Michael Kaneko               | 2021年8月25日  | DRIVEAWAY feat.藤原さくら                          | 『The Neighborhood』                             | ボーカル、作詞     |
| Rei                          | 2021年10月15日 | Smile! with 藤原さくら                             | 『QUILT』                                        | ボーカル           |
| Yuji Ohno & Lupintic Six     | 2022年1月26日  | BITTER RAIN feat. 藤原さくら                       | 『LUPIN THE THIRD PART6〜WOMAN』                 | ボーカル           |
| maco marets                  | 2022年5月18日  | Moondancer                                         | 『When you swing the virtual ax』                | ボーカル、作詞作曲 |
| NakamuraEmi × 藤原さくら     | 2022年9月16日  | The Moon × 星なんて言わず                          | -                                                | ボーカル、作詞作曲 |
| 斉藤和義                     | 2023年4月12日  | Pineapple(I'm always on your side) feat.藤原さくら | 『PINEAPPLE』                                    | ボーカル           |
| 安部勇磨                     | 2024年3月13日  | 冬越え                                             | 『HOSONO HOUSE COVER』                           | コーラス           |
| ムジカ・ピッコリーノ         | 2024年3月20日  | 『ムジカ・ピッコリーノ 飛べ！アルカ号』            | 『ムジカ・ピッコリーノ 飛べ!アルカ号』           | ボーカル           |
| ハナレグミ                   | 2024年9月25日  | チキンカチャトラ                                   | 『GOOD DAY』                                     | ボイス             |

#### トリビュートアルバム
| アーティスト | リリース日    | タイトル                       | 収録                                                       |
| ------------ | ------------- | ------------------------------ | ---------------------------------------------------------- |
| THE GOGGLES  | 2014年3月9日  | BOY                            | 『NANAIROPLAN_yellow』（廃盤）                             |
| THE GOGGLES  | 2018年4月1日  | ALL I HAVE TO DO（本来ならDO） | 『MAGICAL MYSTERY COVERS』                                 |
| 椎名林檎     | 2018年5月23日 | 茜さす帰路照らされど・・       | 『アダムとイヴの林檎』                                     |
| 原田知世     | 2022年11月2日 | 早春物語                       | 『ToMoYo covers 〜原田知世オフィシャル・カバー・アルバム』 |

### 楽曲提供
| アーティスト | リリース日     | タイトル       | 収録                         | 備考               |
| ------------ | -------------- | -------------- | ---------------------------- | ------------------ |
| 上白石萌音   | 2017年7月12日  | きみに         | 『and…』                     | 作曲、コーラス参加 |
| 東山奈央     | 2022年6月8日   | あの日のことば | 『あの日のことば / Growing』 | 作詞               |
| 原田知世     | 2024年11月27日 | 朝に           | 『カリン』                   | 作詞               |

## ライブサポート
2014年から2016年「『good morning』〜first verse〜」までのライブのサポートは主に、池窪浩一と大嵜慶子（Vanilla Mood）を中心とした編成と、SPECIAL OTHERSの宮原“TOYIN”良太と柳下“DAYO”武史を中心とした編成によって行われた。
2016年の「『good morning』〜second verse〜」から2018年の「Sakura Fujiwara tour 2018 yellow」までの3年間は、Ovallのメンバーを中心としたバンド編成が定着した。
2019年の「Twillight Tour 2019」では、ミツメのドラマー須田洋次郎をバンマスに迎え、ギター猪爪東風（ayU tokiO）、ベース渡辺将人（COMEBACK MY DAUGHTERS）というバンド編成で行われた。
2020年からは別所和洋とYasei Collectiveを中心としたバンド編成となる。2021年の「Sakura Fujiwara Live 2021 SUPERMARKET」ではさらにGENTLE FOREST JAZZ BANDの大内満春と佐瀬悠輔を加えた編成で、「野外音楽会 2021」ではコーラスのMegとパーカッションの松井泉を加えた編成で行われた。
2023年10月に開催されたワンマンライブ「週刊空港」 では、二つのバンド編成によって行われた。「Terminal1」の編成は、バンマス兼ベースが中西道彦、ギターが関口シンゴ、ドラムが梅本浩亘、パーカッションが松井泉、コーラスがMeg。「Terminal2」の編成は、バンマス兼ベースがCurly Giraffe、ギターが名越由貴夫、ドラムが山本達久、キーボードが伊澤一葉、コーラスがMeg。

## タイアップ一覧
| 楽曲                   | タイアップ                                                                            | 収録作品                   | 時期                      |
| ---------------------- | ------------------------------------------------------------------------------------- | -------------------------- | ------------------------- |
| 寒さなんてほっとこっと | 千趣会ベルメゾン「寒さなんて、ホットコット」CMソング                                  | -                          | 2014年10月                |
| Just one girl          | 日本テレビ系土曜ドラマ『学校のカイダン』挿入歌                                        | EP『à la carte』           | 2015年1月                 |
| Walking on the clouds  | 北海道テレビ（HTB）ミニ番組『キラキラ』テーマ曲                                       | EP『à la carte』           | 2015年4月 -               |
| We are You are         | 近鉄パッセ「パッセバザール」CMソング                                                  | EP『à la carte』           | 2015年6月                 |
| Oh Boy!                | 森永乳業「トロピココ」Web Movie「天然ビジンのつくりかた」挿入歌                       | アルバム『good morning』   | 2015年10月                |
| good morning           | 九州電力「キレイライフプラス」CMソング                                                | アルバム『good morning』   | 2016年3月4日 -            |
| Soup                   | フジテレビ系ドラマ『ラヴソング』主題歌                                                | シングル『Soup』           | 2016年4月 - 6月           |
| 好きよ好きよ好きよ     | フジテレビ系ドラマ『ラヴソング』挿入歌                                                | シングル『Soup』           | 2016年4月 - 6月           |
| 500マイル              | フジテレビ系ドラマ『ラヴソング』挿入歌                                                | シングル『Soup』           | 2016年4月 - 6月           |
| SPECIAL DAY            | オーダーメイドジュエリーブランド「ケイウノ」のWebムービー「6秒プロポーズ」テーマ曲    | アルバム『PLAY』           | 2017年2月 -               |
| 春の歌                 | 映画『3月のライオン 後編』主題歌                                                      | シングル『Someday/春の歌』 | 2017年4月                 |
| Someday                | BSフジ『ポンキッキーズ』エンディングテーマ曲                                          | シングル『Someday/春の歌』 | 2017年4月 - 2018年3月25日 |
| はんぶんこ             | 「首都医校、大阪医専、名古屋医専」CMソング                                            | アルバム『PLAY』           | 2017年4月 -               |
| 1995                   | 映画『世界は今日から君のもの』主題歌                                                  | アルバム『good morning』   | 2017年7月15日 -           |
| Just the way we are    | NHK『アニ×パラ〜あなたのヒーローは誰ですか〜』第2弾「episode2 パラ陸上競技」 テーマ曲 | -                          | 2017年10月25日 -          |
| The Moon               | 劇場アニメ『コードギアス 反逆のルルーシュII 叛道』主題歌                              | EP『green』                | 2018年2月10日 -           |
| Dance                  | NHK『世界はほしいモノにあふれてる』エンディングテーマ曲                               | EP『green』                | 2018年4月12日 -           |
| NEW DAY                | テレビ東京系アニメ『若おかみは小学生!』2ndクール 主題歌                               | EP『red』                  | 2018年7月8日 - 9月23日    |
| また明日               | ギャガ配給アニメ映画『若おかみは小学生!』主題歌                                       | EP『red』                  | 2018年9月21日 -           |
| Twilight               | テレビ東京系ドラマ『100文字アイデアをドラマにした!』主題歌                            | アルバム『SUPERMARKET』    | 2020年1月6日 -            |
| Ami                    | テレビ東京系ドラマ『100文字アイデアをドラマにした!』主題歌                            | アルバム『SUPERMARKET』    | 2020年1月6日 -            |
| Monster                | TBS系『COUNT DOWN TV』オープニングテーマ曲                                            | アルバム『SUPERMARKET』    | 2020年9月                 |
| Super good             | 株式会社ジャックス「ジャックスカード」CMソング                                        | アルバム『SUPERMARKET』    | 2020年9月18日 -           |
| 君は天然色             | ダイハツ工業「ダイハツ・ムーヴキャンバス」CMソング                                    | アルバム『AIRPORT』        | 2020年9月 -               |
| mother                 | 南日本酪農協同 乳性炭酸飲料「スコール」50周年記念キャンペーンソング                   | アルバム『AIRPORT』        | 2021年9月 -               |
| mother                 | Amazon Prime Videoドラマ『モダンラブ・東京』第2話「私が既婚者と寝て学んだこと」挿入歌 | アルバム『AIRPORT』        | 2022年10月 -              |
| まばたき               | ABEMA『恋愛ドラマな恋がしたい in NEW YORK』第2話主題歌                                | アルバム『AIRPORT』        | 2022年11月13日 -          |
| 生活                   | 映画『ぬけろ、メビウス!!』主題歌                                                      | アルバム『SUPERMARKET』    | 2023年2月3日 -            |
| daybreak               | 日本テレビ系ドラマ「ゼイチョー ～『払えない』にはワケがある～」挿入歌                 | アルバム『wood mood』      | 2023年10月14日 -          |
| sunshine               | 東ソー株式会社 CMソング                                                               | アルバム『wood mood』      | 2024年1月1日 -            |

## 出演

### テレビドラマ
- ラヴソング（2016年4月11日 - 6月13日、フジテレビ） - ヒロイン・佐野さくら 役[197][198]
- 民衆の敵〜世の中、おかしくないですか!?〜 第6話（2017年11月26日、フジテレビ） - 女子高生 役[199]
- DIVE!!（2021年4月15日（14日深夜） - 6月30日（7月1日深夜）、テレビ東京） - 西川恭子 役[69]
- ファイトソング（2022年1月11日 - 3月15日、TBS） - 萩原凛 役[200]
- 束の間の一花（2022年10月18日（17日深夜） - 12月20日（19日深夜）、日本テレビ） - ヒロイン・千田原一花 役[88][89]
- こっち向いてよ向井くん（2023年7月12日 - 9月13日、日本テレビ） - 武田麻美 役[93][201]
- アナウンサーたちの戦争（2023年8月14日、NHK総合） - 赤沼ツヤ 役[94]
- 迷子のわたしは、諦めることもうまくいかない（2024年12月29日、中京テレビ） - 主演・吉永凛子 役[202]

### 映画
- 銀平町シネマブルース（2023年2月10日公開、SPOTTED PRODUCTIONS） - 足立エリカ 役[203][204]
- 劇場版 アナウンサーたちの戦争（2024年8月16日公開） - 赤沼ツヤ 役[205]
- 結局珈琲（2025年8月、第21回大阪アジアン映画祭インディ・フォーラム部門にてワールドプレミア上映） - 主演[116]

### 舞台
- 偽義経冥界歌（2019年3月8日 - 4月21日・2020年2月15日 - 4月28日、劇団☆新感線、大阪 フェスティバルホール 他） - 静歌（しずか）役[51]
- ミュージカル「ジャニス」（2022年8月23日 - 26日、東京・東京国際フォーラム ホールA） - オデッタ / ベッシー・スミス 役[206]

### 配信ドラマ
- つながりたくて、嘘をつく2（2021年12月27日 -、LINE NEWS「VISION」） - 立花ユナ 役[207]

### ラジオ

#### 現在の出演
- HERE COMES THE MOON（2020年5月3日 - 、毎週日曜24:00 - 25:00、InterFM897）

#### 過去の出演
- NEXT UP!（2014年10月24日 - 2015年3月24日、毎月第3・4週火曜、InterFM897）
- モーモータウンレディオ（2016年4月7日 - 2019年3月28日、毎週木曜24:00 - 24:27、bayfm）
- MUSIC FREAKS（2016年10月9日 - 2017年9月24日、隔週日曜22:00 - 24:00、FM802）
- ×music（2022年4月14日 - 2023年3月22日、毎週月曜～木曜21:00 -23:00 月1回レギュラーゲスト、ZIP-FM）[208]

### ポッドキャスト
- 今ファミレスにいるんだけど隣の席の女子が話してる内容がジワジワきてるんだが共有してもいいですか?（2022年3月24日 - 、毎週木曜日18時配信、ポッドキャスト）[84]

### ラジオドラマ
- ふたつのせかい（2021年7月17日、NHK-FM） - シンガーソングライター・ゆずか 役

### バラエティ
- ポンキッキーズ（2017年4月2日 - 2018年3月25日、BSフジ） - MC（うたのおねえさん）[34][209]
- ムジカ・ピッコリーノ シリーズ（NHK Eテレ） - ムジカドクター・シエリ 役[210]
  - ムジカ・ピッコリーノ外伝「時計台のモンストロ」（2019年5月3日）
  - シーズン9（2021年4月2日 - 8月13日）[66]
  - シーズン10（2022年4月8日 - 8月19日）

### CM
- ベルメゾン「ホットコット」（千趣会）（2014年10月）
- 南日本酪農協同「乳性炭酸飲料「スコール」50周年記念キャンペーン」（2021年9月）[211]
- マクドナルド「ベーコンポテトパイ『春と寄り道』」篇（2024年4月9日 - ）[212]

### 広告
- 伊勢丹「ISETAN MiRROR」（2018年6月） - ビジュアルモデル[213]
- ユニクロ「UNIQLO SWEAT 2025SS」（2025年1月） - ビジュアルモデル[214]

### 朗読
- さくら学院 5th Anniversary フォトブック『ever after』[215]（2015年12月）
- 朗読配信企画「深夜文学」ルイス・キャロル『不思議の国のアリス』[70]（2021年4月25日 - 5月23日）

## 連載
- 「さくらのひとやすみ」（2025年1月 - 、ポプラ社 WEB asta 月1回のエッセイ）[216]
- 「＆EYES」（2025年5月、マガジンハウス &Premium 毎週1回全4回のコラム）[217]

## 書籍

### 楽譜
- ギター弾き語り 藤原さくら セレクション（2016年4月25日、ヤマハミュージックエンタテインメントホールディングス、ISBN 978-4-636-93064-1）
- ギター弾き語り 藤原さくら『PLAY』（2017年8月27日、ヤマハミュージックエンタテインメントホールディングス、ISBN 978-4-636-94664-2）

### フォトブック
- 1stフォトブック『SCENE』（2016年11月27日、ワニブックス、ISBN 978-4-847-04878-4） - 撮影：三浦憲治

### Zine
- 2018年より『Zine』を定期的に制作。A!SMART（アスマート）やライブ会場などで販売[64]。
  - 共同制作者は写真家の大辻隆広、幼馴染のデザイナー竹下ひかり、スタイリストの岡本さなみ、ヘアメイクアップアーティストのRika Tsutsuiら。
  - 2020年9月25日から10月7日の期間、東京・トーキョー カルチャート byビームスにてZineにまつわる展示会を開催[64]。

## 受賞歴
2016
- 第4回コンフィデンスアワード・ドラマ賞 新人賞（『ラヴソング』）
- MTV Video Music Awards Japan・Best Teen Choice Artist・特別賞
- 第3回Yahoo!検索大賞 パーソンカテゴリ ミュージシャン部門賞[218]